# ルキウス・コルネリウス・レントゥルス・カウディヌス (紀元前237年の執政官)
ルキウス・コルネリウス・レントゥルス・カウディヌス（ラテン語: Lucius Cornelius Lentulus Caudinus、- 紀元前213年）は紀元前3世紀中期の共和政ローマの政務官。紀元前237年に執政官（コンスル）、翌年紀元前236年には監察官（ケンソル）を務めた。

## 出自
パトリキ（貴族）であるコルネリウス氏族の出身。父のプラエノーメン（第一名、個人名）はルキウス、祖父はティベリウスである。コルネリウス氏族で、レントゥルスのコグノーメン（第三名、家族名）を使ったことが確認できるのは、紀元前327年の執政官ルキウス・コルネリウス・レントゥルスであるが、カピトリヌスのファスティが欠落しており父および祖父の名前が不明で、氏族の他家との関係は特定できていない。レントゥルスはこのルキウスの直系の子孫ではないが、紀元前275年の執政官ルキウス・コルネリウス・レントゥルス・カウディヌスの息子である。父ルキウスはマニウス・クリウス・デンタトゥスと共にピュロス戦争を戦っている。紀元前236年の執政官プブリウス・コルネリウス・レントゥルス・カウディヌスとは兄弟である。
息子には、ルキウス・コルネリウス・レントゥルス (紀元前199年の執政官)とグナエウス・コルネリウス・レントゥルス (紀元前201年の執政官)がいる。

## 経歴
カウディヌスが記録に最初に登場するのは紀元前237年の執政官就任時である。同僚のプレプス（平民）執政官はクィントゥス・フルウィウス・フラックスであった。執政官としてリグリア（en）との戦いに出征した。エウトロピウスは、その勝利を讃えて凱旋式が実施されたと記しているが、凱旋式のファスティには記録されていない。
紀元前236年には監察官に就任。紀元前221年から最高神祇官（ポンティフェクス・マクシムス）を務めたが、紀元前213年ごろ死去したとみられ、紀元前212年にプブリウス・リキニウス・クラッスス・ディウェスが最高神祇官となっている

## 参考資料
- カピトリヌスのファスティ
- エウトロピウス『首都創建以来の歴史』
- Münzer F. Cornelii Lentuli // RE. — 1900. — Bd. VII. — Kol. 1355—1360.
- T. R. S. Broughton (1951). The Magistrates of the Roman Republic Vol.1. American Philological Association